# Oxylobus
Oxylobus is een geslacht van kevers uit de familie van de loopkevers (Carabidae). De wetenschappelijke naam van het geslacht is voor het eerst geldig gepubliceerd in 1855 door Chaudoir.

## Soorten
Het geslacht Oxylobus omvat de volgende soorten:
- Oxylobus alternans Andrewes, 1929
- Oxylobus alveolatus Chaudoir, 1879
- Oxylobus armatus Andrewes, 1929
- Oxylobus asperulus Chaudoir, 1857
- Oxylobus bipunctatus Andrewes, 1929
- Oxylobus dekkanus Andrewes, 1929
- Oxylobus dentatus Andrewes, 1929
- Oxylobus dispar Andrewes, 1929
- Oxylobus dissors Tschitscherine, 1894
- Oxylobus exiguus Andrewes, 1933
- Oxylobus follis Andrewes, 1929
- Oxylobus foveiger Chaudoir, 1879
- Oxylobus inaequalis Andrewes, 1929
- Oxylobus ingens Andrewes, 1929
- Oxylobus lateralis (Dejean, 1825)
- Oxylobus lirifer Andrewes, 1929
- Oxylobus mahratta Andrewes, 1929
- Oxylobus meridionalis Bates, 1891
- Oxylobus montanus Andrewes, 1929
- Oxylobus nanus Andrewes, 1929
- Oxylobus ovalipennis Andrewes, 1929
- Oxylobus porcatus Fabricius, 1798
- Oxylobus punctatosulcatus Chaudoir, 1855
- Oxylobus pygmaeus Andrewes, 1929
- Oxylobus quadricollis Chaudoir, 1855
- Oxylobus rugatus Banninger, 1928
- Oxylobus sculptilis (Westwood, 1845)
- Oxylobus silenticus Saha, 1989